# Sant Martí de Terrassola
Sant Martí de Terrassola o Sant Martí del Puig és una església del municipi de la Baronia de Rialb (Noguera) que forma part de l'Inventari del Patrimoni Arquitectònic de Catalunya.

## Situació
Es troba al sector central-nord del terme municipal, damunt d'un esperó muntanyós en la intersecció del barranc de Fabregada amb el Rialb, que rodeja el turó formant un meandre. L'envolta un bosquet de pins que amaga la seva presència.
Està a tocar de la carretera del Forat de Bulí, al km. 7,4, on hi ha un espai per aparcament.

## Descripció

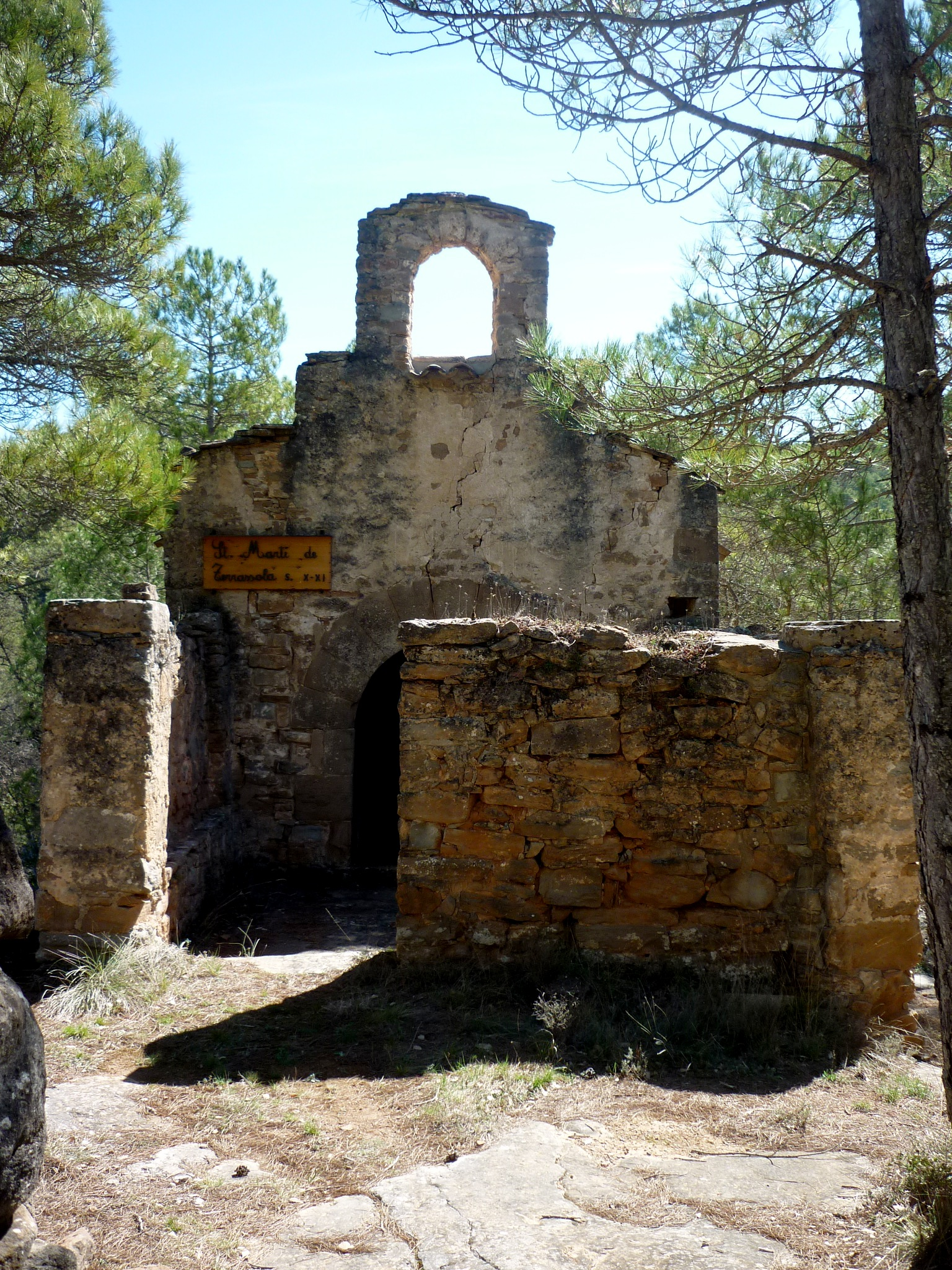
Frontal

És un edifici de planta rectangular amb volta de canó i coberta posterior esfondrada. Presenta absis amb arc triomfal i quatre mòdols amb tres arcs torals i doble capelleta amb arcs formers als laterals; dues finestres romàniques de doble esqueixada al mur de migjorn i una finestra tapiada a l'absis, tallant una de les set lesenes i vuit arcuacions. A migjorn hi ha una porta apuntada i a ponent hi ha una porta dovellada del segle xv amb arc de mig punt. A sobre, campanar de cadireta. La segona volta de canó està esfondrada, igual que les encavallades de fusta.

## Història
L'edifici depèn de Sant Andreu del Puig de Rialb. De les cases del voltant no en resta res. El nucli de Sant Martí de Rialb formava part de la primera baronia de Rialb.

Sant Martí de Terrassola
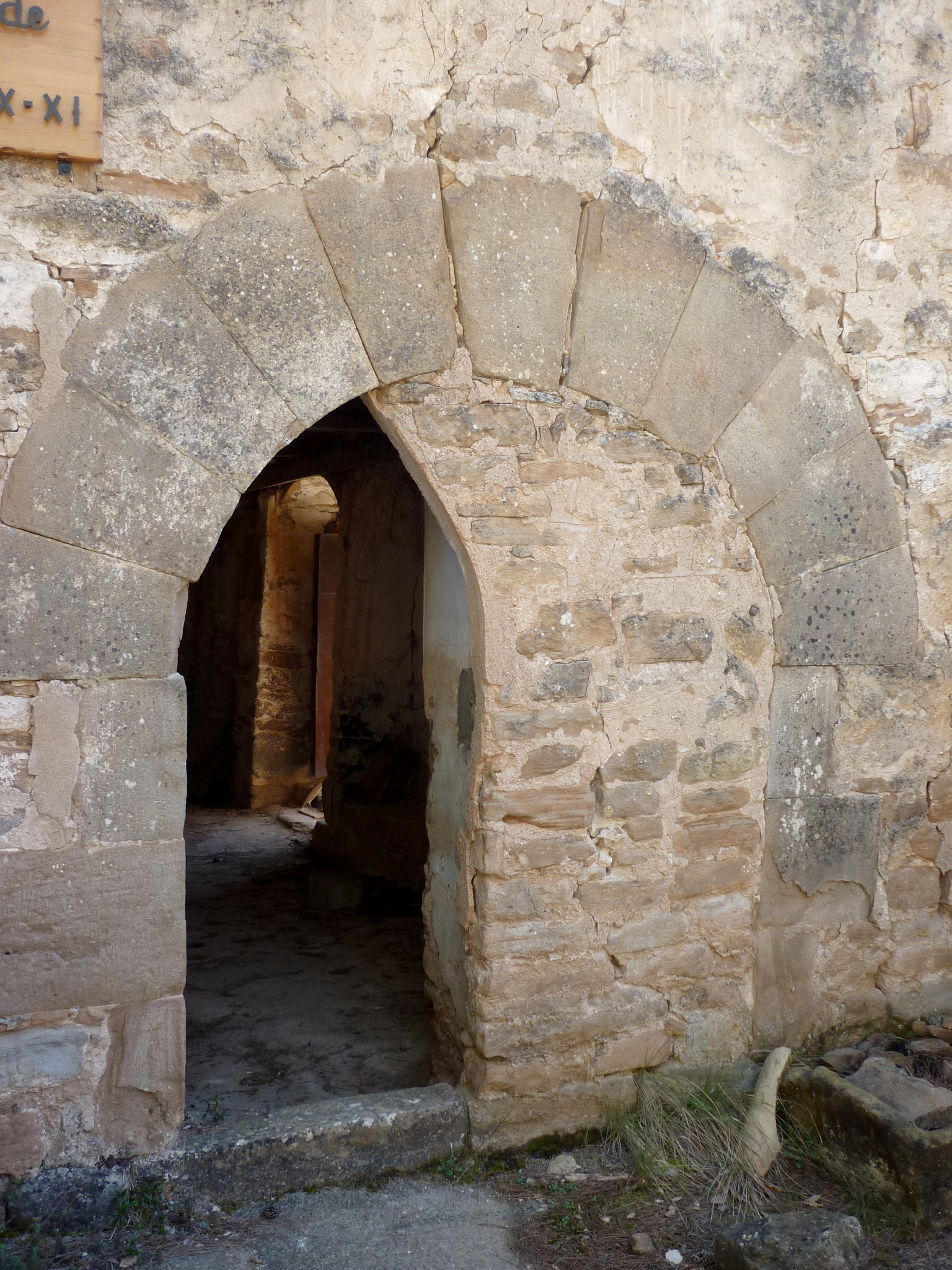
Portal
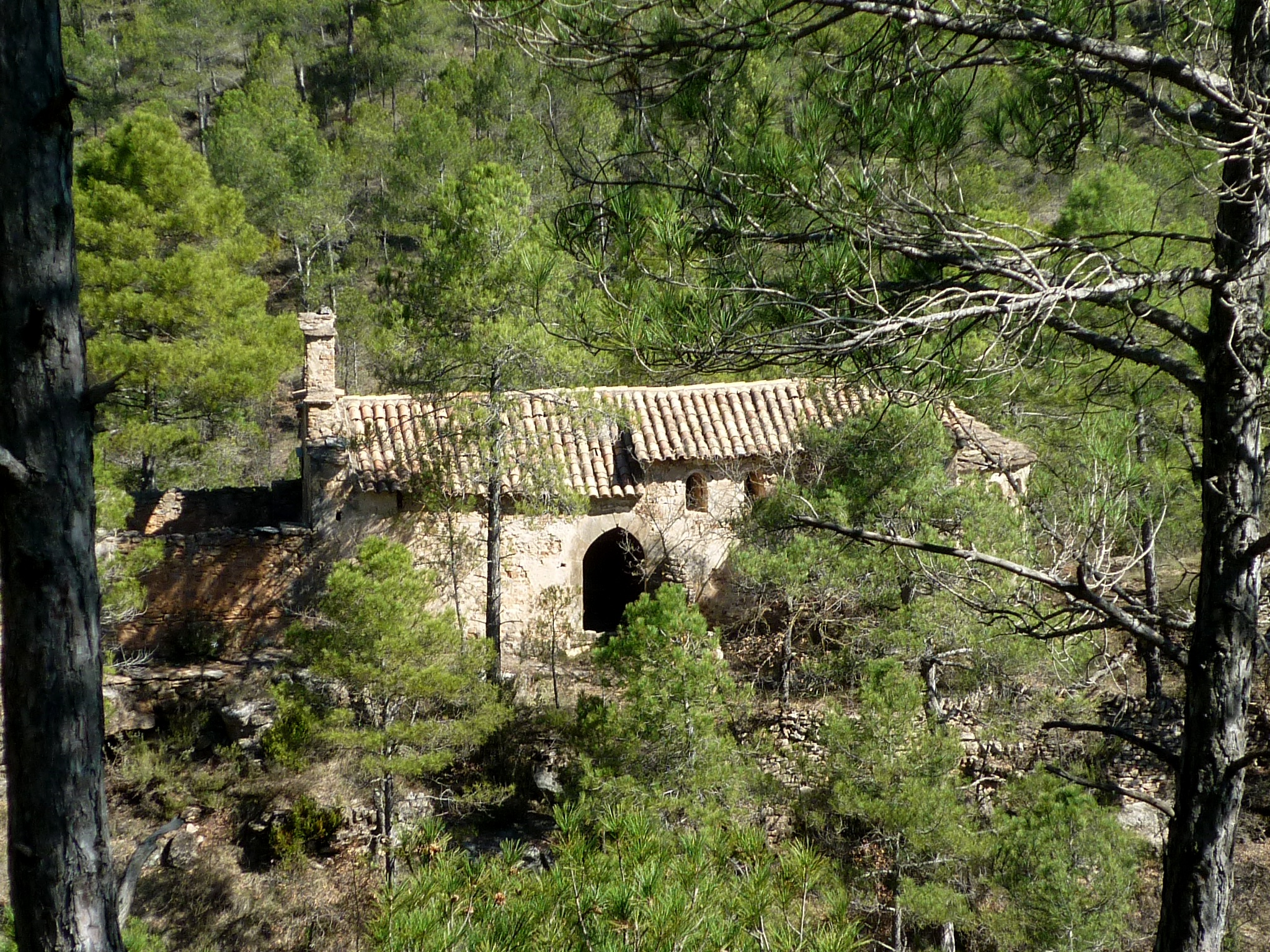
Des del camí de Fabregada
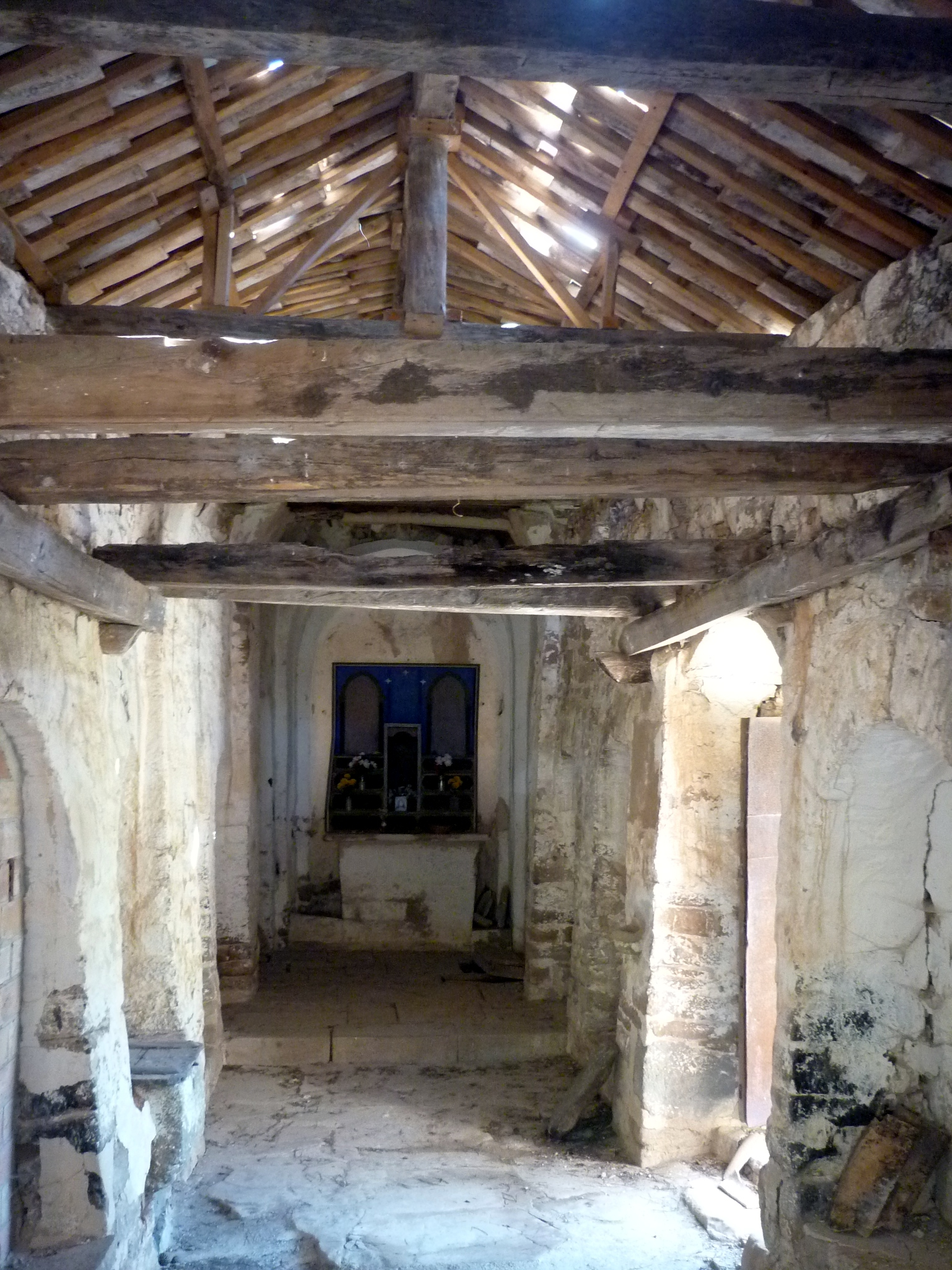
Interior